# DSf (Inschrift)

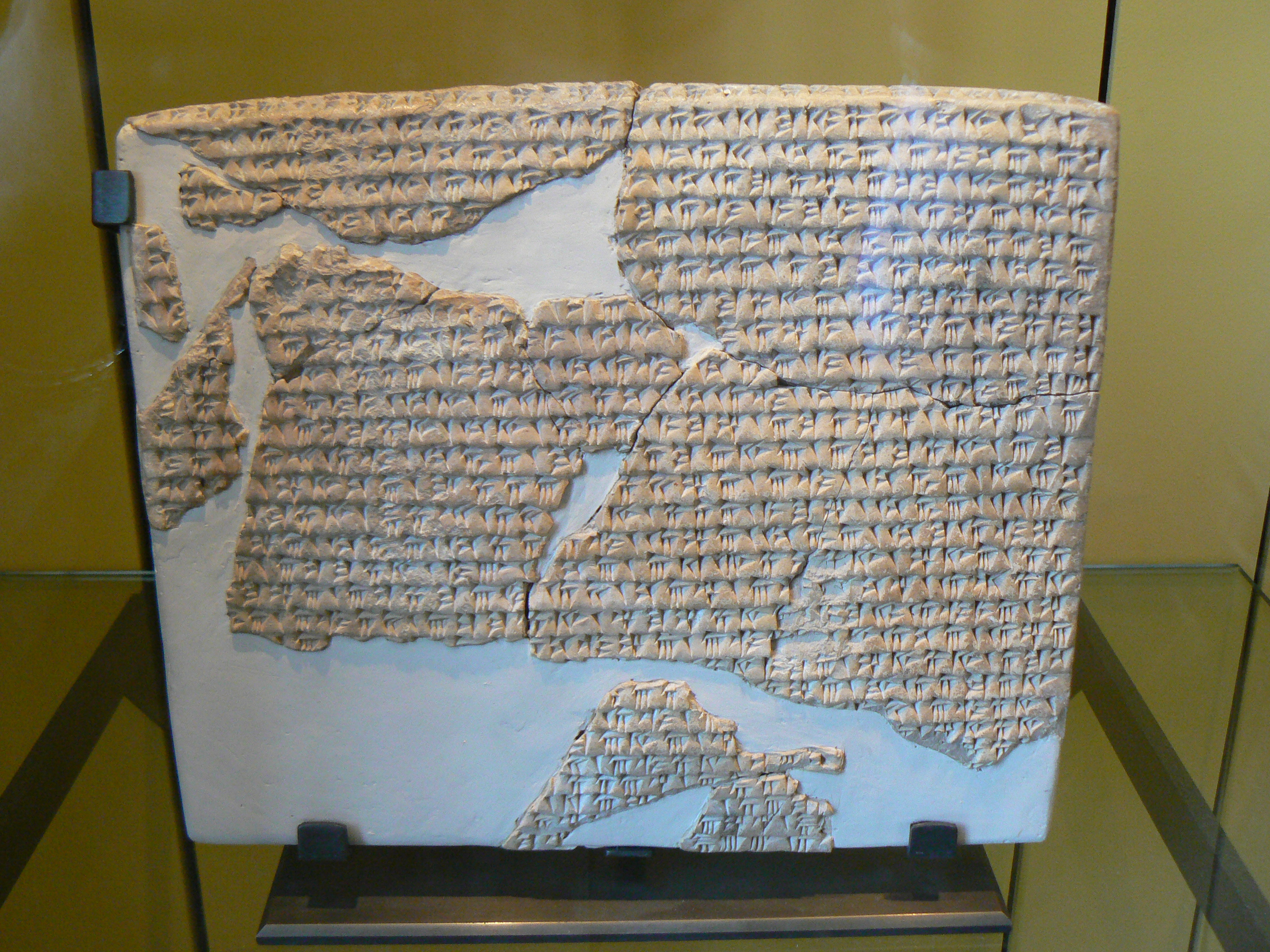
Bruchstücke des altpersischen Fragments DSF 1 in Paris, Louvre, Inventarnummer Sb 2789

DSf ist die Bezeichnung einer Inschrift von Dareios I. (D). Sie wurde in Susa (S) entdeckt und von der Wissenschaft mit einem Index (f) versehen. Der auch „Burgbauinschrift“ genannte Text liegt in altpersischer, elamischer und babylonischer Sprache vor.

## Inhalt
„§1. Der große Gott (ist) Ahuramazdā, der diese Erde erschaffen hat, der jenen Himmel erschaffen hat, der den Menschen erschaffen hat, der das Glück erschaffen hat für den Menschen, der Dareios (zum) König gemacht hat, den einen (zum) König über viele, den einen (zum) Gebieter über viele.
§2. Ich (bin) Dareios, der große König, König der Könige, König der Länder, König auf dieser Erde, des Hystaspes Sohn, ein Achaimenide.
§3. Es kündet Dareios, der König: Ahuramazdā, der der größte unter den Göttern (ist), – er hat mich erschaffen, er hat mich (zum) König gemacht, er hat mir dieses Reich verliehen, das groß (ist), das mit guten Pferden (und) guten Mannen (ist).
§4. Nach dem Willen Ahuramazdās, – der mein Vater (ist), Hystaspes und Arsames, der mein Großvater (ist/war) – die beiden lebten (noch), als Ahuramazdā mich (zum) König machte auf dieser Erde.
§5. Ahuramazdā war es so der Wunsch: Er hat sich (als) (seinen) Mann auf der ganzen Erde mich erwählt; mich hat er (zum) König gemacht auf dieser Erde.
§6. Ich habe Ahuramazdā verehrt; Ahuramazdā hat mir Beistand gebracht; was von mir befohlen wurde zu tun, das hat er für mich erfolgreich gemacht; was ich getan habe, alles (das) habe ich nach dem Willen Ahuramazdās getan.
§7. Dies (ist) der Palast, den ich in Susa erbaut habe; von gar weit her ist das (Baumaterial o. ä.?) (herbei)gebracht worden; in die Tiefe wurde die Erde ausgehoben, bis ich den (nackten) Fels in der Erde erreichte; als der Aushub zu Ende gebracht war, darnach wurde Schotter aufgeschüttet, teils (einmal) 40 Ellen hoch, teils (ein andermal) 20 Ellen hoch; auf diesen Schotter wurde der Palast errichtet.
§8. Sowohl daß die Erde in die Tiefe ausgehoben wurde als auch daß aufgeschüttet wurde und daß (Lehm-)Ziegelwerk gestrichen wurde, - das babylonische Volk - das hat es gemacht.
§9. Das Holz von dem Piniengewächs - das wurde - (es gibt da) ein Gebirge namens Libanon - von diesem (herbei)gebracht; das assyrische Volk - das hat es bis Babylon(ien) gebracht, von Babylon(ien) haben es Karer und Griechen nach Susa gebracht; das J̌agh-Holz wurde von Gandāra (herbei)gebracht und von Karmanien.
§10. Das Gold wurde von Lydien und von Baktrien (herbei)gebracht, das hier verarbeitet worden ist; der graublaue Halbedelstein (Lapislazuli?) und der Karneol (?), der hier verarbeitet worden ist, - der wurde von Sogdien (herbei)gebracht, der dunkelblaue Halbedelstein (Türkis), - der wurde von Chorasmien (herbei)gebracht, der hier verarbeitet worden ist. 
§11. Silber und Ebenholz wurden von Ägypten (herbei)gebracht, das Farbmaterial, mit dem die Burgmauer geschmückt worden ist, - das wurde von Ionien (herbei)gebracht; das Elfenbein, das hier verarbeitet worden ist, (wurde) aus Kǔs (Nubien) und aus Indien und aus Arachosien (herbei)gebracht.
§12. Die steinernen Säulen, die hier errichtet worden sind, - (es ist da) ein Ort namens Abirāduš in Elam - von dort wurden sie (herbei)gebracht.
§13. Die Steinmetzen, die den Stein bearbeiteten, - die (waren) Ioner und Lyder; die Goldschmiede, die das Gold be-/verarbeiteten, - die (waren) Meder und Ägypter, die Männer, die das Holz bearbeiteten, - die (waren) Lyder und Ägypter; die Männer, die das Ziegelwerk bearbeiteten, - die (waren) Babylonier; die Männer, die die Burgmauer schmückten, - die (waren) Meder und Ägypter.
§14. Es kündet Dareios, der König: In Susa ist viel Wundervolles angeordnet worden, viel Wundervolles errichtet worden; mich soll Ahuramazdā schützen und Hystaspes, der mein Vater (ist), und mein Land.“

## Beschreibung
Die Inschrift DSf wurde von Jean-Vincent Scheil 1929 als „Charte de fondation du palais“ (Gründungsurkunde des Palastes) bezeichnet. Sie ist auf verschiedenen Textträgern (Ton-, Stein- und Marmortafeln, Glasurziegeln) in Bruchstücken und mehreren Exemplaren von Susa überliefert. Die Inschriften wurden im Palast des Dareios I. und in der Ville Royale gefunden. Von den Bruchstücken befand sich keines in situ (an seinem Ursprungsort). Insgesamt sind heute 52 Fragmente der Inschrift identifiziert: 13 in altpersischer, 12 in elamischer und 27 in babylonischer Sprache. Der Referenztext umfasst 58 Zeilen in altpersischer, 51 Zeilen in elamischer und 40 Zeilen in babylonischer Sprache.
Die Fragmente befinden sich heute im Louvre in Paris und im Museum in Susa.

## Forschungsgeschichte
Das erste Fragment von DSf wurde von Jean-Vincent Scheil 1900 veröffentlicht und von  Franz Heinrich Weißbach 1911 in die Liste der achämenidischen Königsinschriften als babylonischer Teil einer Inschrift mit „unbestimmter Herkunft“ aufgenommen. 1930 waren es bereits 35 Fragmente, die zur gleichen Inschrift gezählt wurden. Keines der Fragmente enthält den vollständigen Text. Für die Referenzversionen der verschiedenen Sprachversionen mussten die Bruchstücke der Fragmente aufeinander abgestimmt und ergänzt werden. Die Inschriften DSz und DSaa, die ebenfalls Gründungsurkunden aus Susa sind und sich im Inhalt mit DSf überschneiden, erhöhen die Schwierigkeiten. Entsprechend umfangreich ist die Liste der wissenschaftlichen Publikationen.
Die Fragmente werden seit 1974 mit fortlaufenden Zahlen nach der Hauptbezeichnung DSf bezeichnet, wobei die Zahlen der altpersischen Fragmente ohne vorangehende Null, die elamischen mit einer Null und die babylonischen Fragmente mit zwei Nullen unterschieden werden (zum Beispiel DSf 5 für altpersisch, DSf 05 für elamisch und DSf 005 für babylonisch).
Die Inschriften unterscheiden sich nicht nur hinsichtlich der Textträger, sondern auch in der Verwendung von Logogrammen und der Anzahl der Zeilen. Es wurde deshalb vorgeschlagen, die Fragmente in weiteren Untersuchungen neu zu bezeichnen.